# Belombre

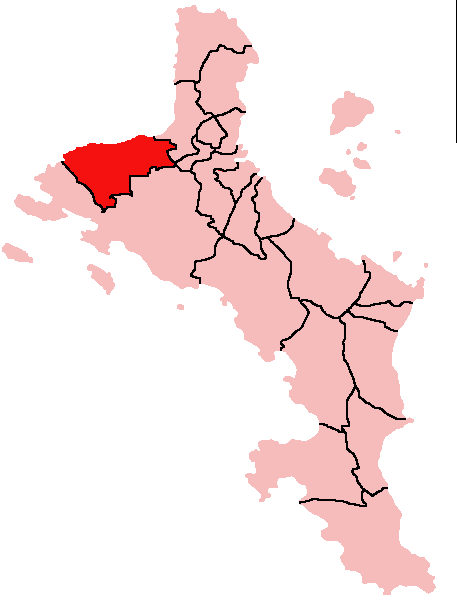
Distriktets läge.

Distriktet Belombre är ett av Seychellernas 26 distrikt.

## Geografi
Distriktet har en yta på cirka 8,5 km² med cirka 3 500 invånare. Befolkningstätheten är 412 invånare / km².
Belombre ligger i regionen Norra Mahé (North Mahé).

## Förvaltning
Distriktet förvaltas av en district administrator och ISO 3166-2koden är "SC-10". Huvudorten är Bel Ombre.
Sedan 1994 lyder varje distrikt under "Local Government" som är en enhet av departementet Ministry of Local Government, Youth and Sport. Distriktens roll är att främja tillgång av offentliga tjänster på lokal nivå.
Distriktets valspråk är: "Striving for gold" (Sträva mot guld).